# Byōbu
Pour l’article homonyme, voir Mont Byōbu.

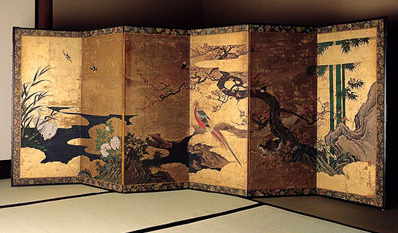
Un byōbu à six volets du XVIIe siècle.

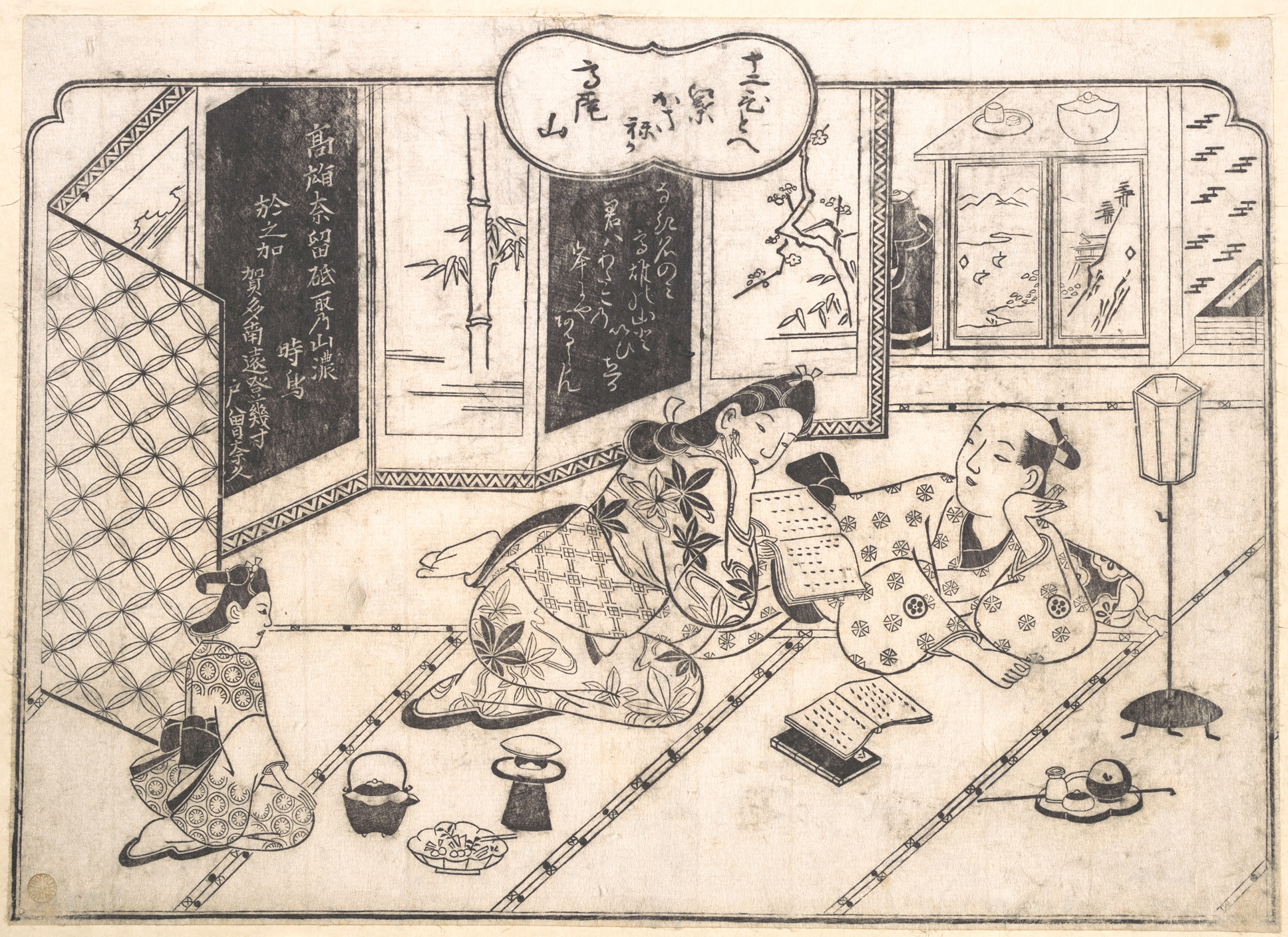
Hishikawa Moronobu (1618-1694), page de livre d'images (ehon) : Aller à Takaoyama pour voir les feuilles d'érable à douze pointes, estampe à l'encre, sumi, vers 1690.

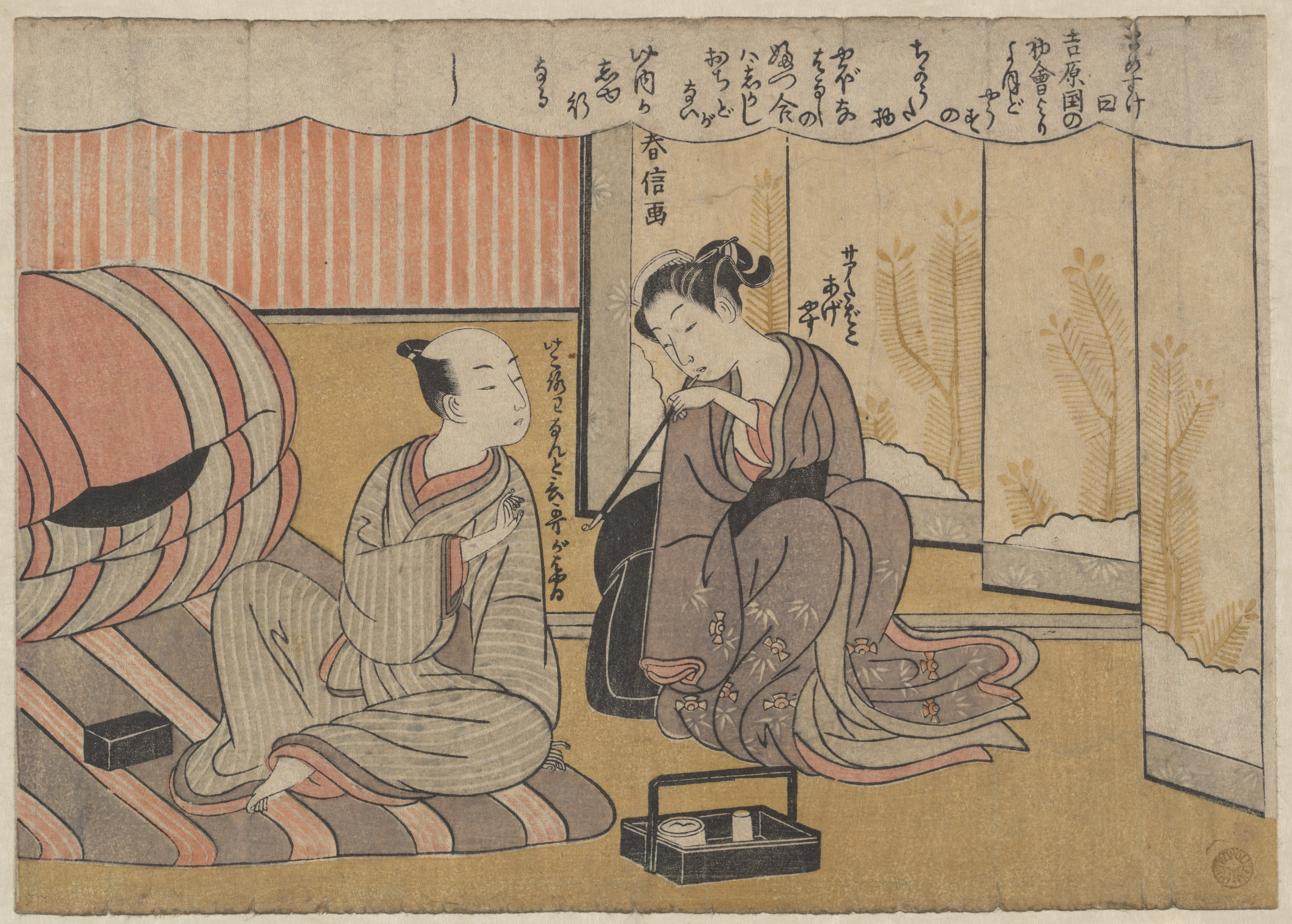
Suzuki Harunobu (1725-1770), page de livre d'images (ehon) : L'Art de la conversation, estampe polychrome nishiki-e, vers 1765.

Les byōbu (屏風, littéralement « murs de vent ») sont des paravents japonais faits de plusieurs volets articulés, en général par paire. Ils portent habituellement une ou plusieurs peintures (byōbue) et, quoique rarement, un texte en dialogue avec la peinture, mais plus généralement la signature et/ou le sceau de l'artiste. Le cadre, le chant et le dos sont recouverts de tissus à motifs décoratifs.
Le paravent permet de créer des séparations, protéger des regards et des courants d'air ou d'atténuer la lumière, mais sa surface claire ou réfléchissante, lorsqu'elle est recouverte d'or ou d'argent, permet aussi de réfléchir la lumière, parfois ténue, en provenance de l'extérieur ou de l'éclairage que procurent les bougies ou les lampes à huile. Il offre la possibilité d'articuler de manière intéressante le volume de la pièce.

## Histoire
Comme beaucoup d'arts et d'artisanats japonais, les paravents trouvent leur origine en Chine, où des exemplaires datant de la dynastie Han ont été découverts. Les byōbu, comme leur nom l'indiquent, ont pour but originel d'empêcher le vent de souffler dans les pièces. Ils sont introduits au Japon au VIIIe siècle, quand des artisans japonais commencent à fabriquer leurs propres byōbu, alors hautement inspirés de leurs modèles chinois. La structure et la conception des byōbu, tout comme leurs techniques et les matériaux utilisés, varient avec les différentes périodes de l'histoire du Japon.

### Époque de Nara (710-794)
La forme originale du byōbu est un simple panneau monté sur des pieds. Au VIIIe siècle, des byōbu à feuilles multiples font leur apparition et sont utilisés comme ameublement à la cour impériale, principalement durant les cérémonies importantes. Les byōbu à six feuilles sont les plus communs à l'époque de Nara (710-794) et sont couverts de soie et reliés par des cordes de soie ou de cuir. La peinture de chaque feuille est encadrée par un brocart de soie et le panneau est monté sur une armature en bois.

### Époque de Heian (794-1185)
Au IXe siècle, les byōbu sont des meubles indispensables des résidences des daimyos, des temples bouddhistes et des sanctuaires shinto. Les zeni-gata (銭形), des charnières métalliques en forme de pièces de monnaie, sont introduites et remplacent massivement les cordes de soie pour relier les feuilles.
Il arrive souvent que des feuilles de poésie, colorées, shikishi-gata, soient collées sur la peinture, apportant une autre dimension à l'image du paravent.

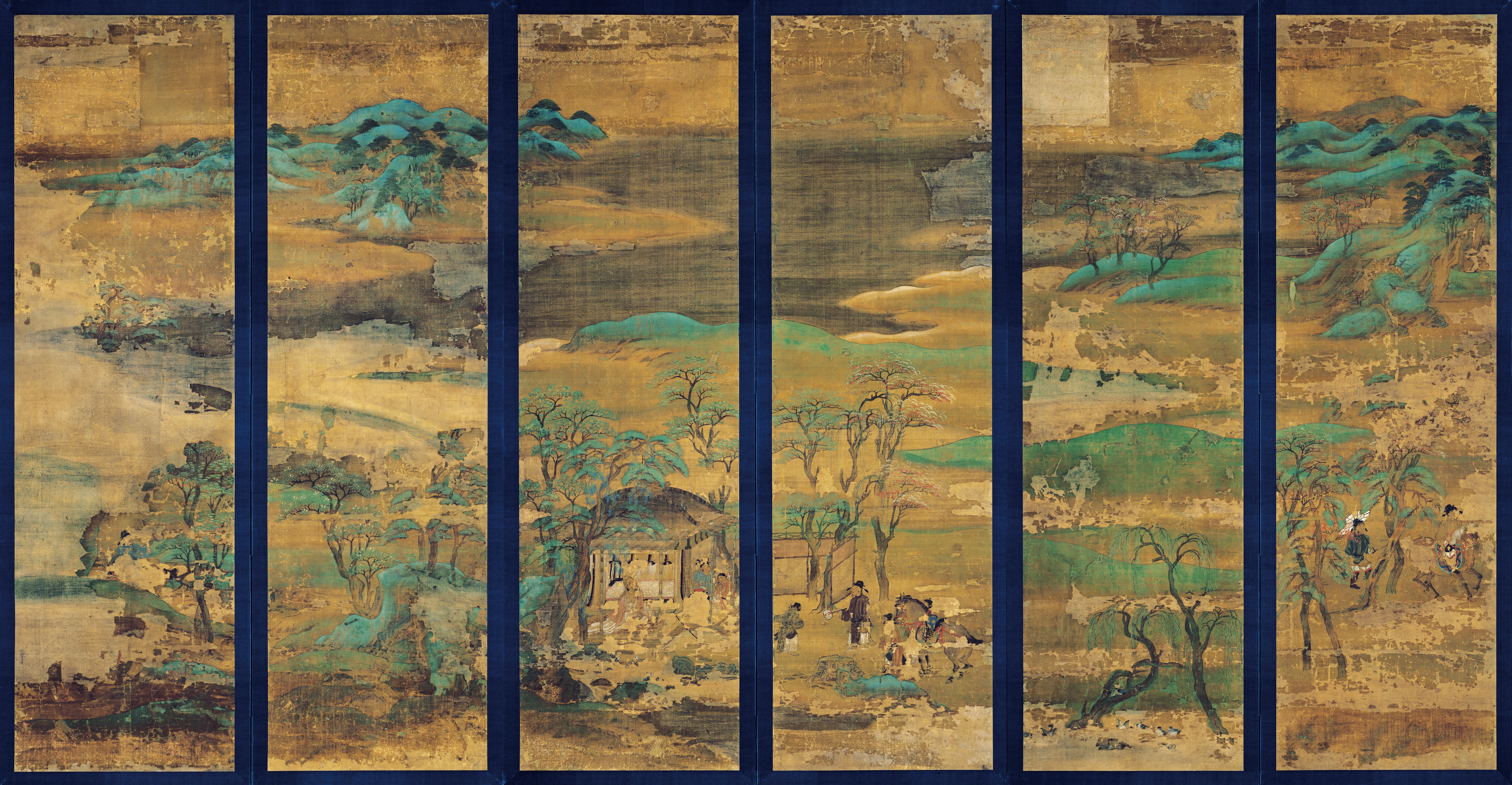
Senzui byōbu (« Paravent à décor de paysage », et de poème waka), vers 1050-1100, couleurs, soie, six feuilles,, milieu de l'époque de Heian, musée national de Kyoto (autrefois au Tō-ji).

### Époque de Muromachi (1336-1573)

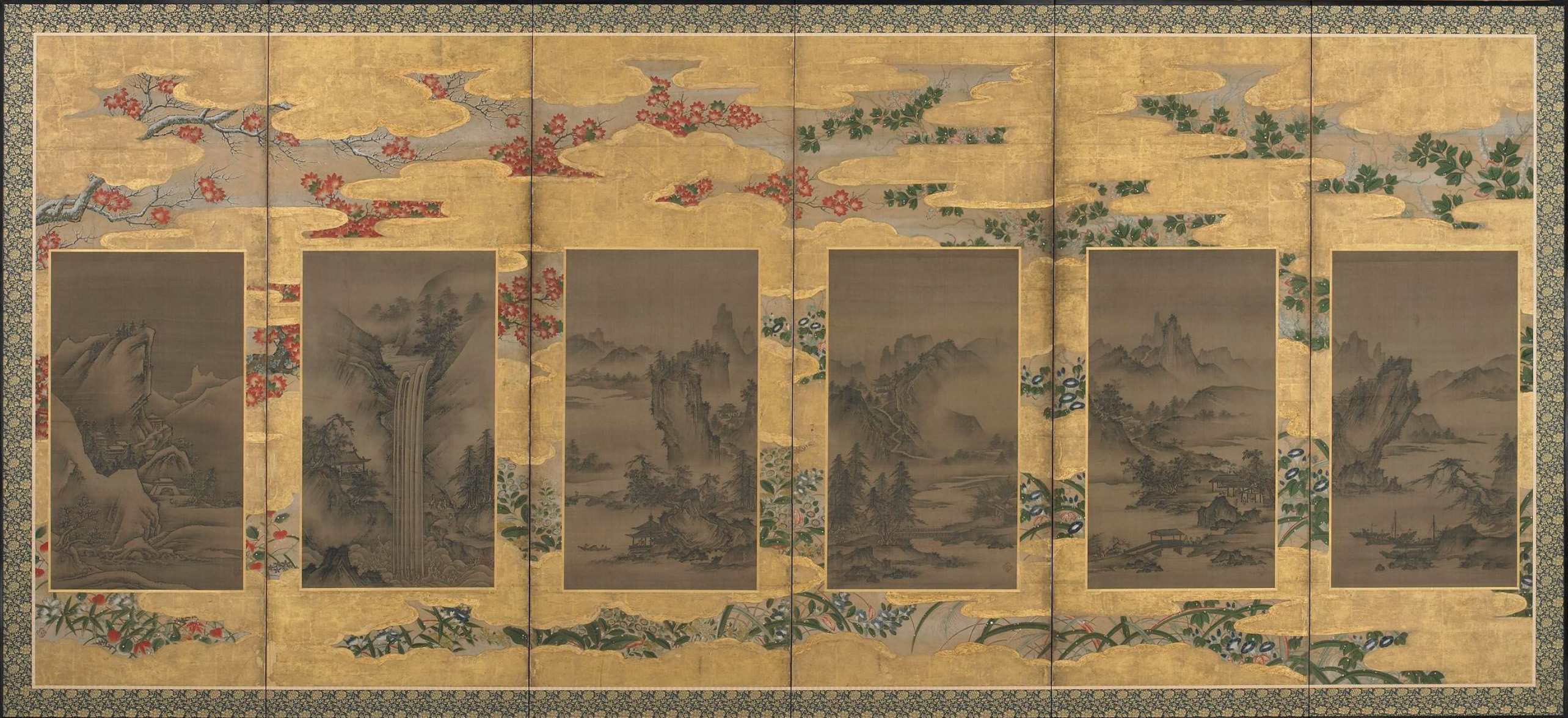
Kanō Motonobu (1476-1559), Paysages, fleurs et arbres des quatre saisons, paravent à six panneaux, encre, couleur et or sur papier, (Freer Gallery of Art).

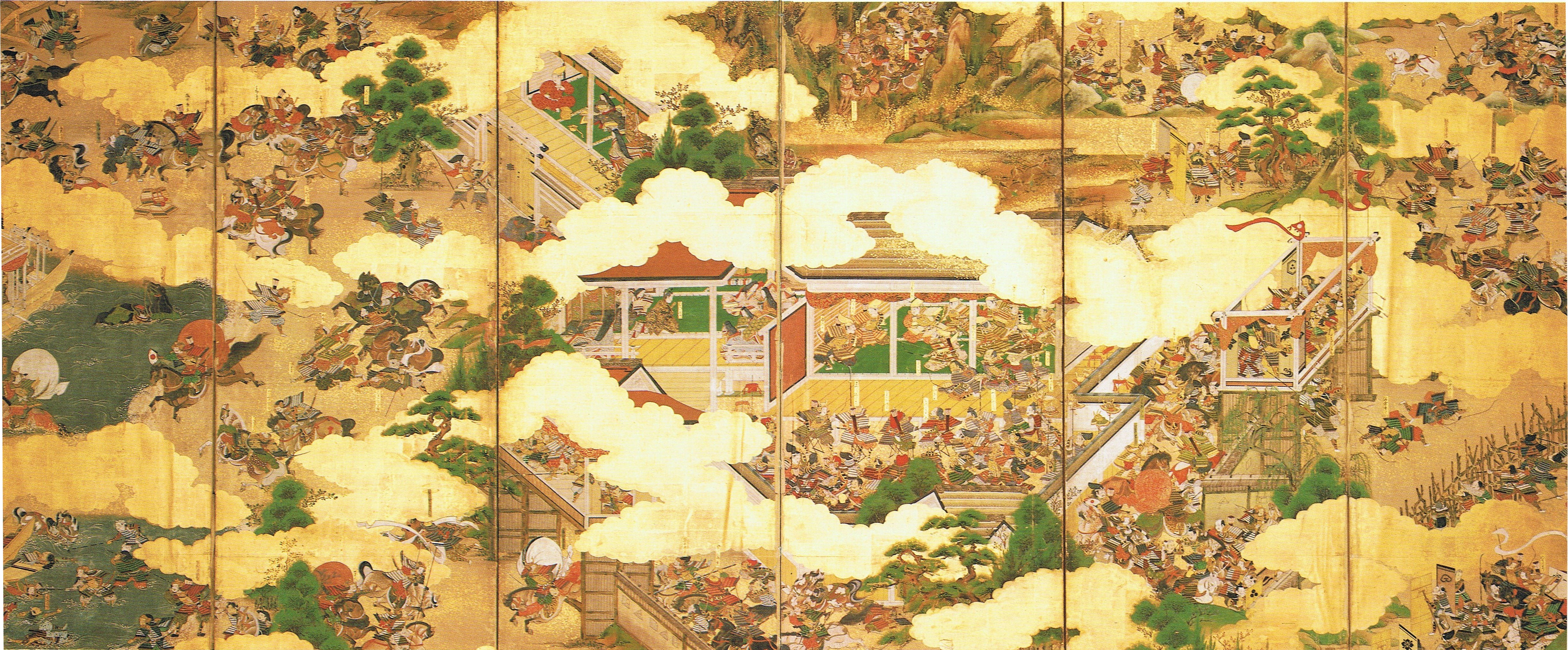
Scène de la guerre de Genpei (1180-1185), Kanō Motonobu, (1476-1569), paravent à six feuilles.

Durant l'époque de Muromachi (1336-1573), les paravents deviennent plus populaires et trouvent place dans de nombreuses résidences, dojos et boutiques. Les byōbu à deux feuilles sont communs, et des charnières de papier recouvertes se substituent aux zeni-gata, ce qui rend les paravents plus légers à transporter, plus faciles à plier et plus résistants aux jointures. Cette technique permet aussi aux peintures d'être ininterrompues, ce qui encourage les artistes à peindre de vastes paysages et des vues plus rapprochées de la nature, soit monochromes, à l'encre ou sumi-e mais aussi en couleurs, et souvent sur fond d'or.
Les charnières en papier, bien que relativement robustes, imposent que l’infrastructure des panneaux soit aussi légère que possible. Sur le cadre, lui-même léger, les croisillons de bois tendre sont assemblés avec des « clous » spéciaux en bambou. Ces treillis sont recouverts d'une ou plusieurs couches de papier étirées sur la surface du treillis comme une peau de tambour pour fournir un support solide et plat aux peintures qui seront ensuite montées sur le byōbu. La structure résultante est à la fois légère et durable, bien que relativement fragile, un doigt posé sur la structure hors d'un élément de treillis ayant toutes les chances de traverser et de faire un trou dans le panneau.
Après la mise en place des peintures et des brocarts, une armature de bois laqué (typiquement noire ou rouge sombre) est installée pour protéger la bordure extérieure du byōbu et des décorations complexes en métal (bandes, équerres et clous décoratifs) sont appliquées sur l'armature pour protéger la laque.

### Époque Azuchi Momoyama (1573-1603), époque d'Edo (1603-1868)

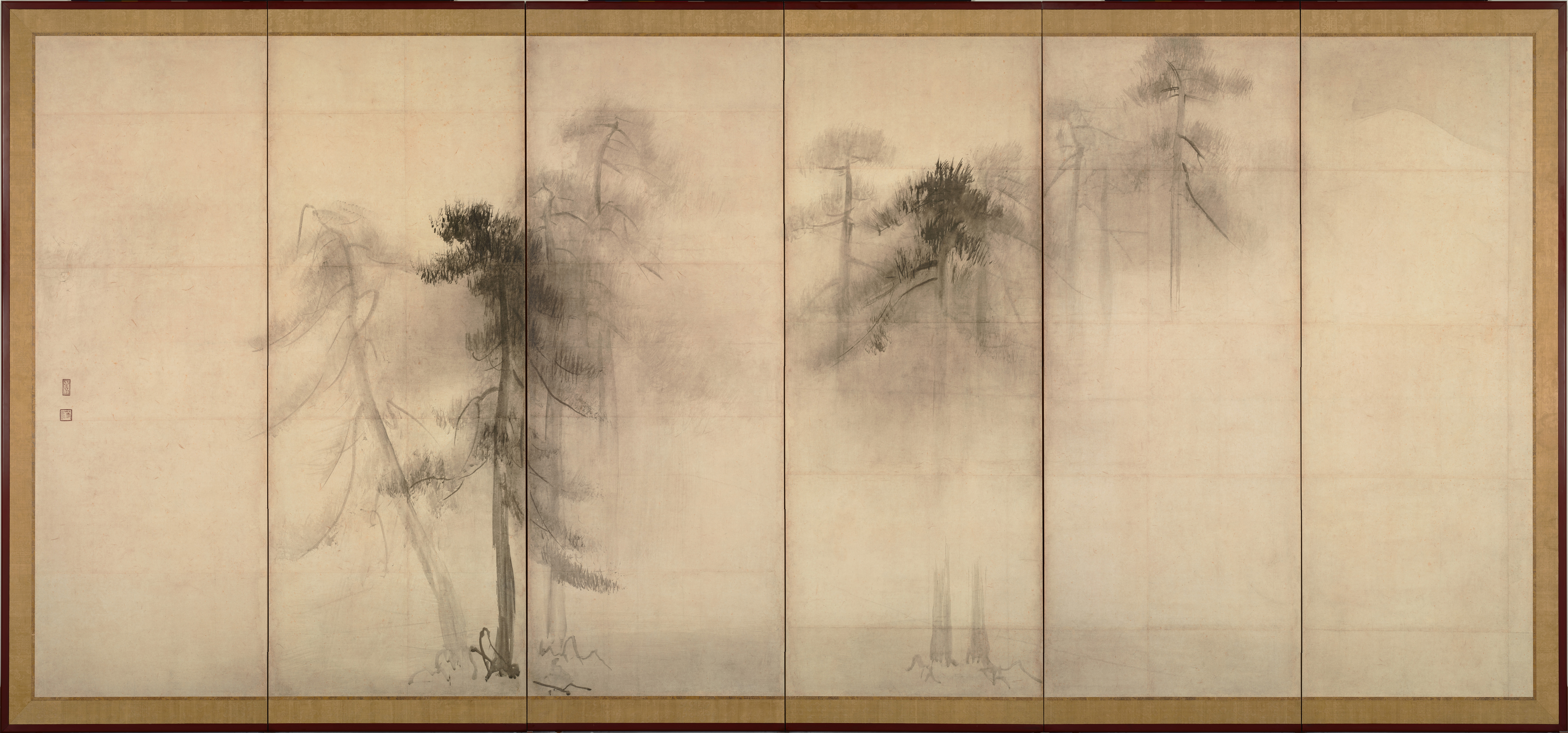
Hasegawa Tohaku, fin XVIe siècle, Les Pins, paravent à six feuilles, encre sur papier, 156 × 345 cm (musée national de Tokyo).
Hasegawa Tohaku, fin XVIe siècle, Les Pins, paravent à six feuilles, encre sur papier, 156 × 345 cm (musée national de Tokyo).
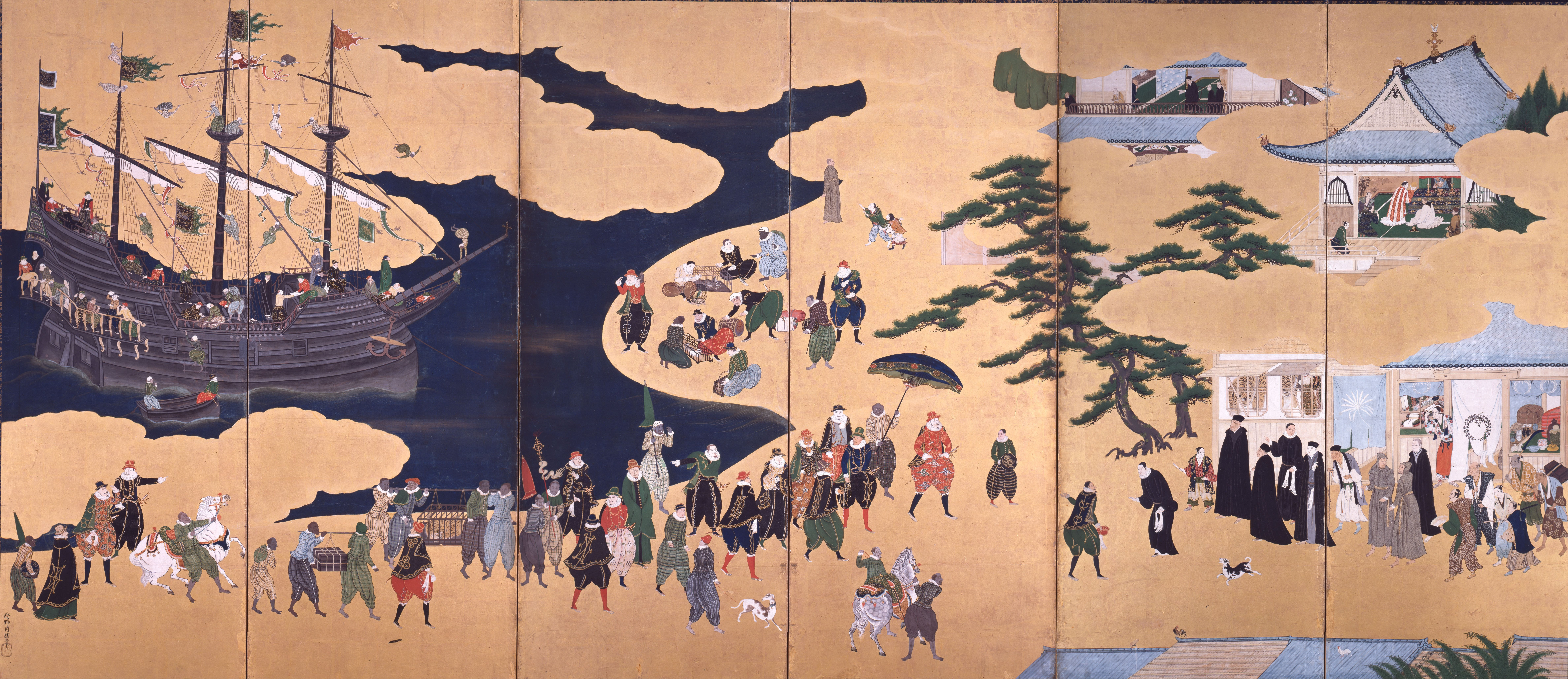
Kanō Naizen, Arrivée de commerçants Portugais accompagnés de leurs esclaves africains, vers 1600.
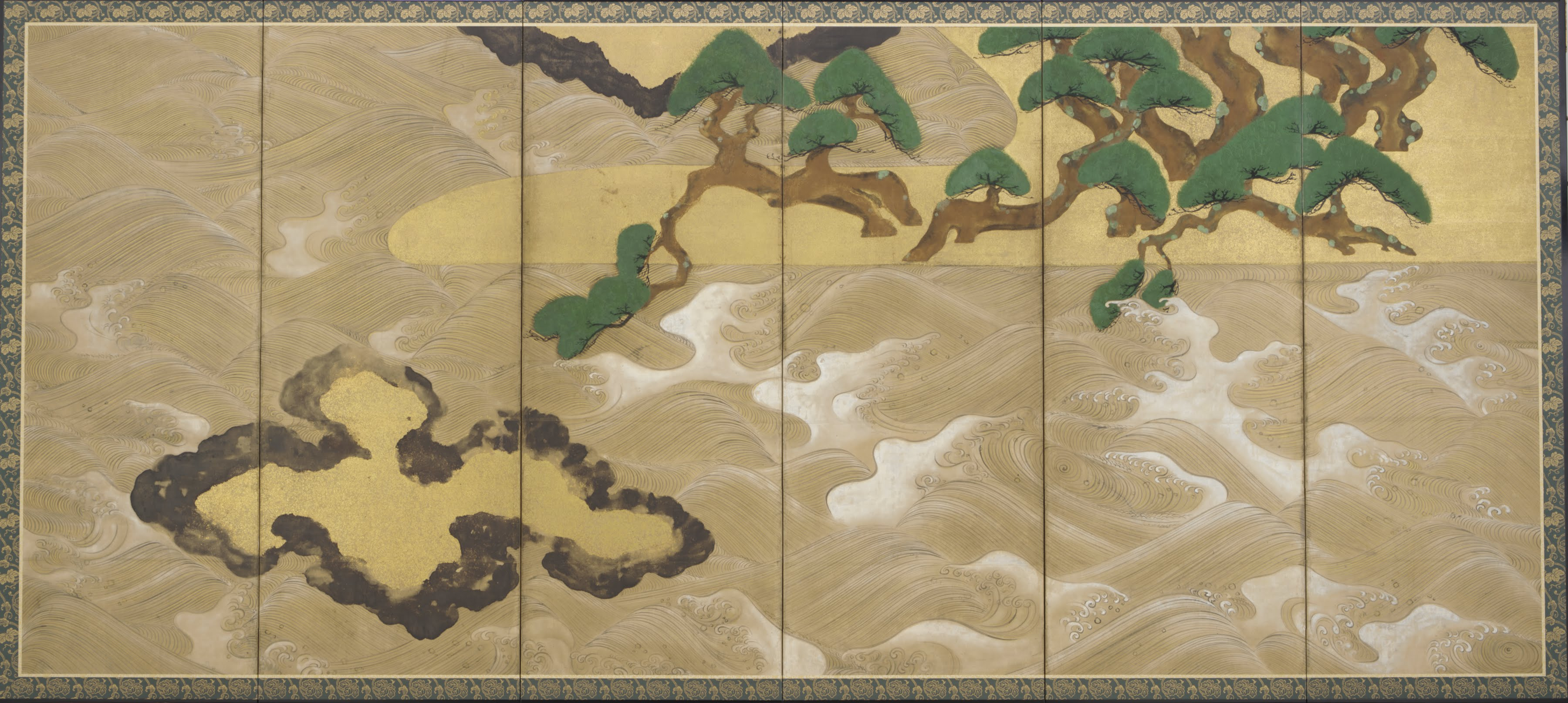
Tawaraya Sotatsu, Les Vagues à Matsushima, paravents à 6 feuilles, paire, 1628, encre, couleurs, argent et or / papier, ch. 166 × 370 cm.
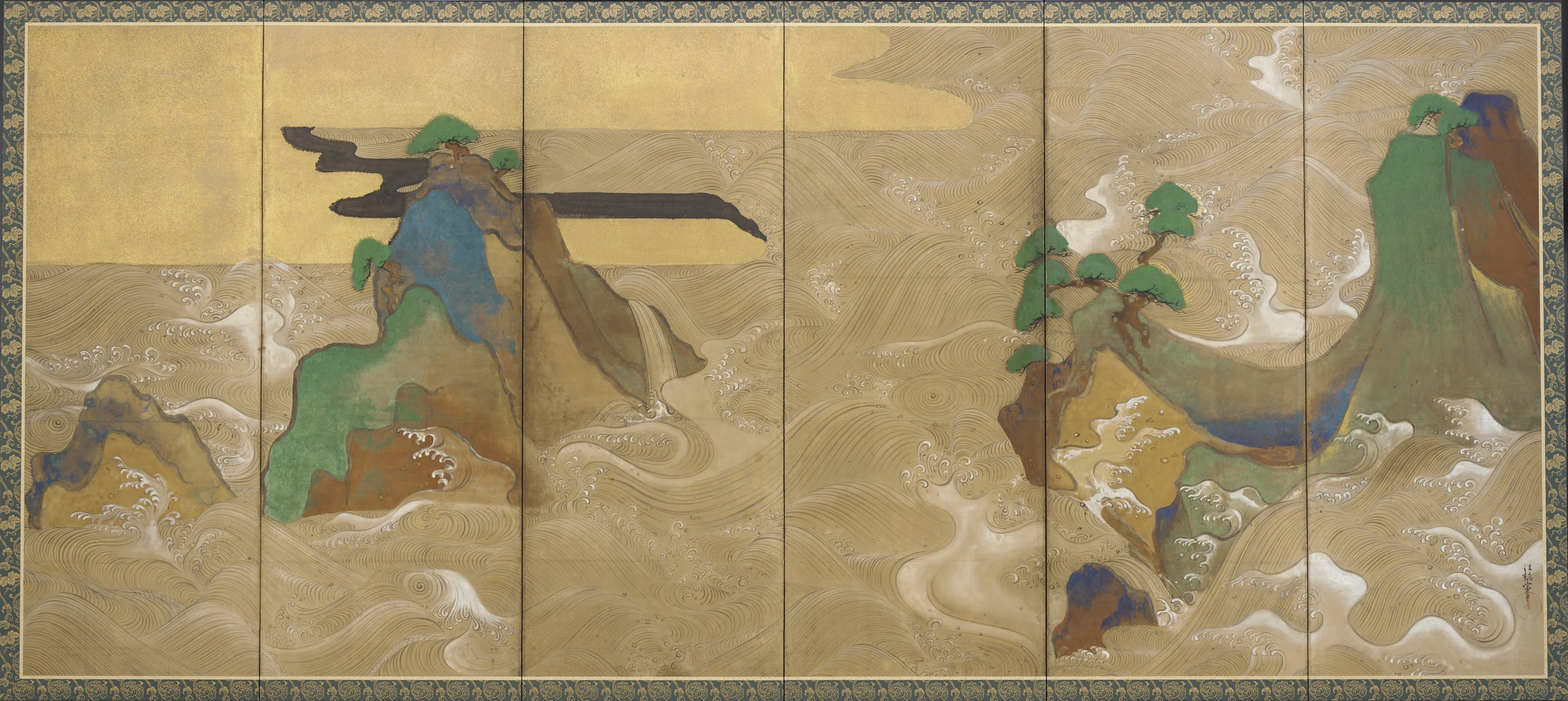
Tawaraya Sotatsu, Les Vagues à Matsushima, paravents à 6 feuilles, paire, 1628, encre, couleurs, argent et or, papier, ch. 166 × 370 cm (Freer Gallery of Art).
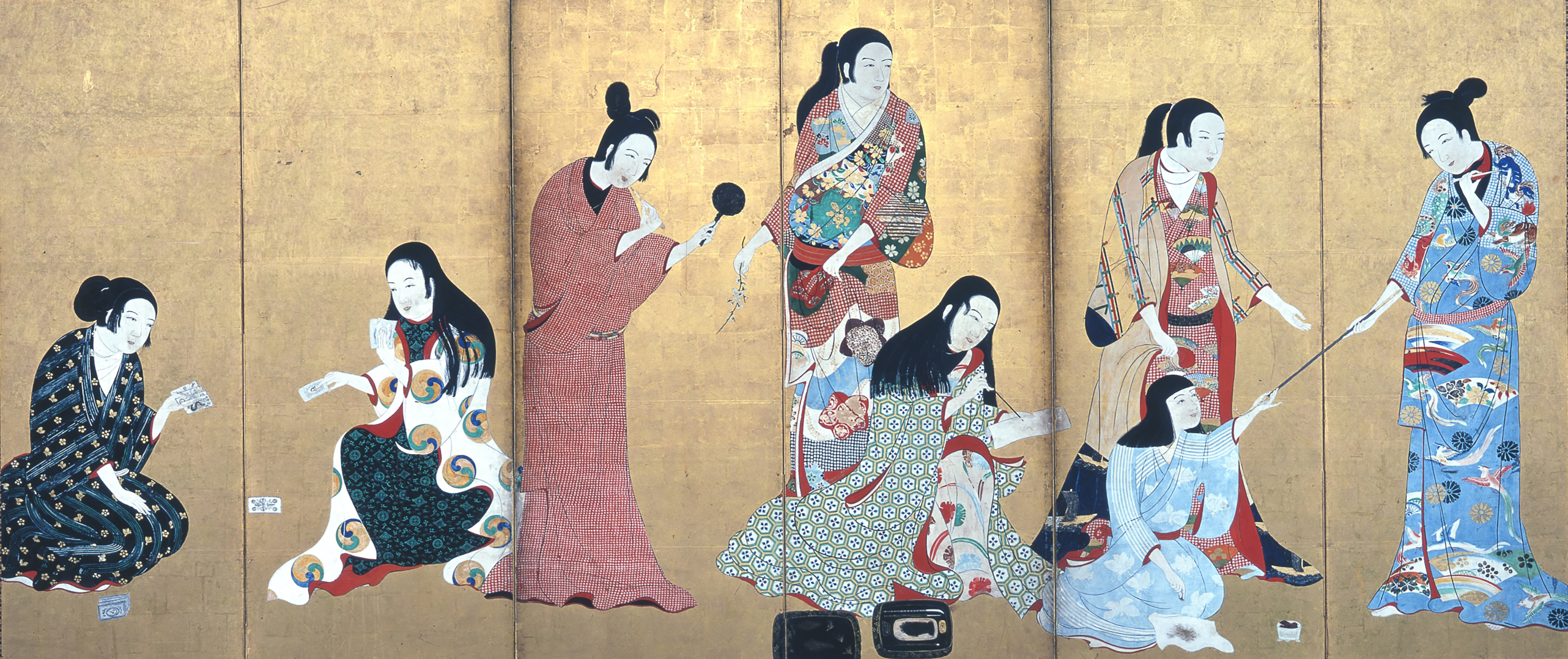
Matsuura byôbu (paravent de gauche), Matabei, vers 1650, encre, or et couleurs sur papier, 153 × 363 cm (Yamato Bunkakan).
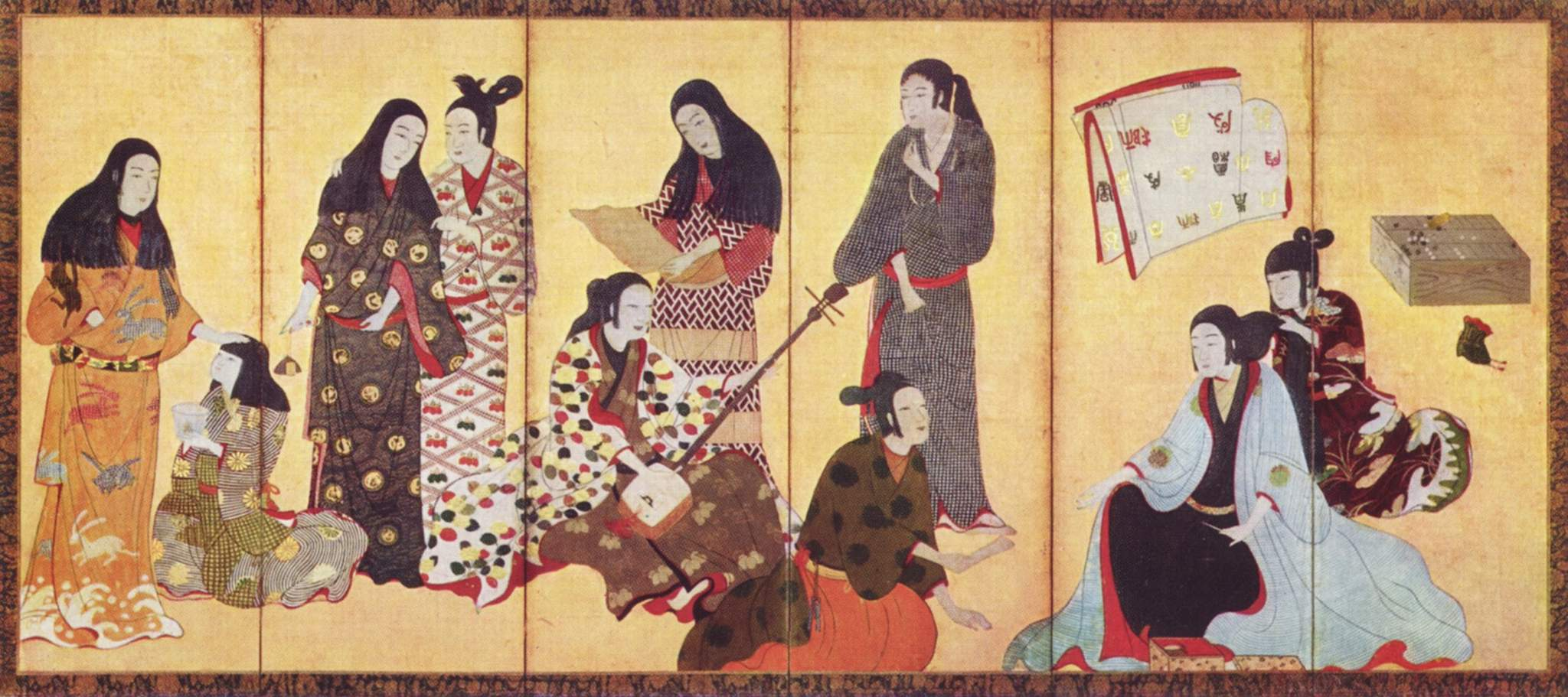
Matsuura byôbu (paravent de droite), Matabei, vers 1650, encre, or et couleurs sur papier, 153 × 363 cm (Yamato Bunkakan).
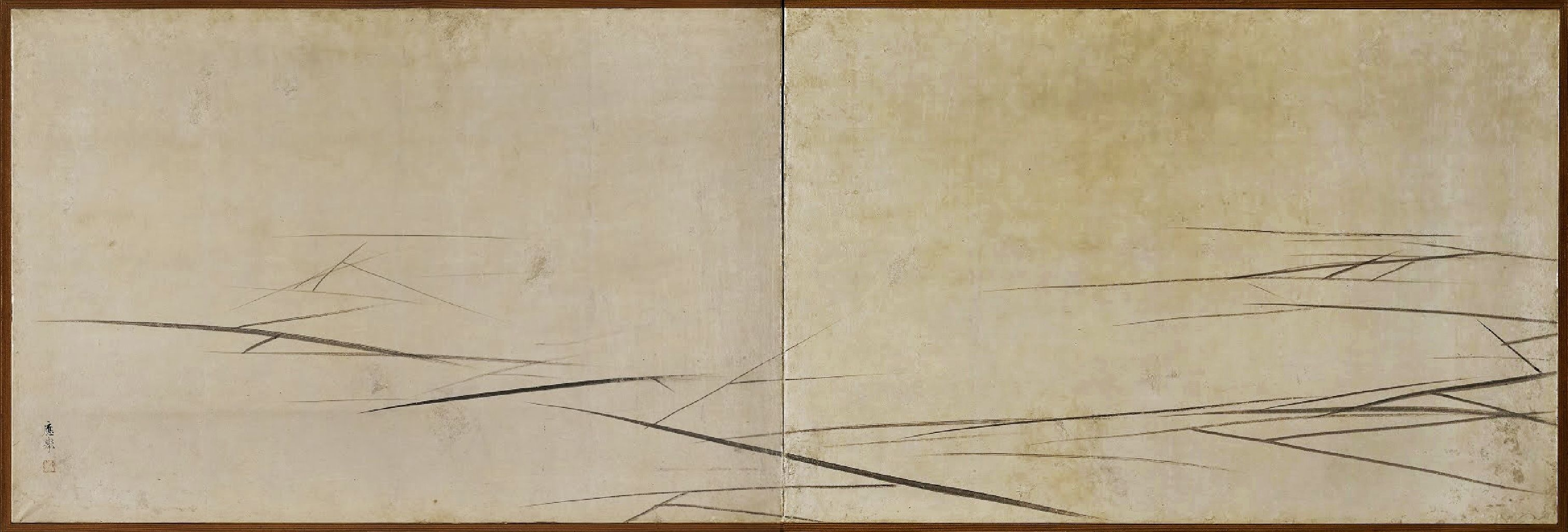
Maruyama Ōkyo, 1766, Glace brisée[5]. Paravent bas, 60,50 × 182 cm (British Museum).
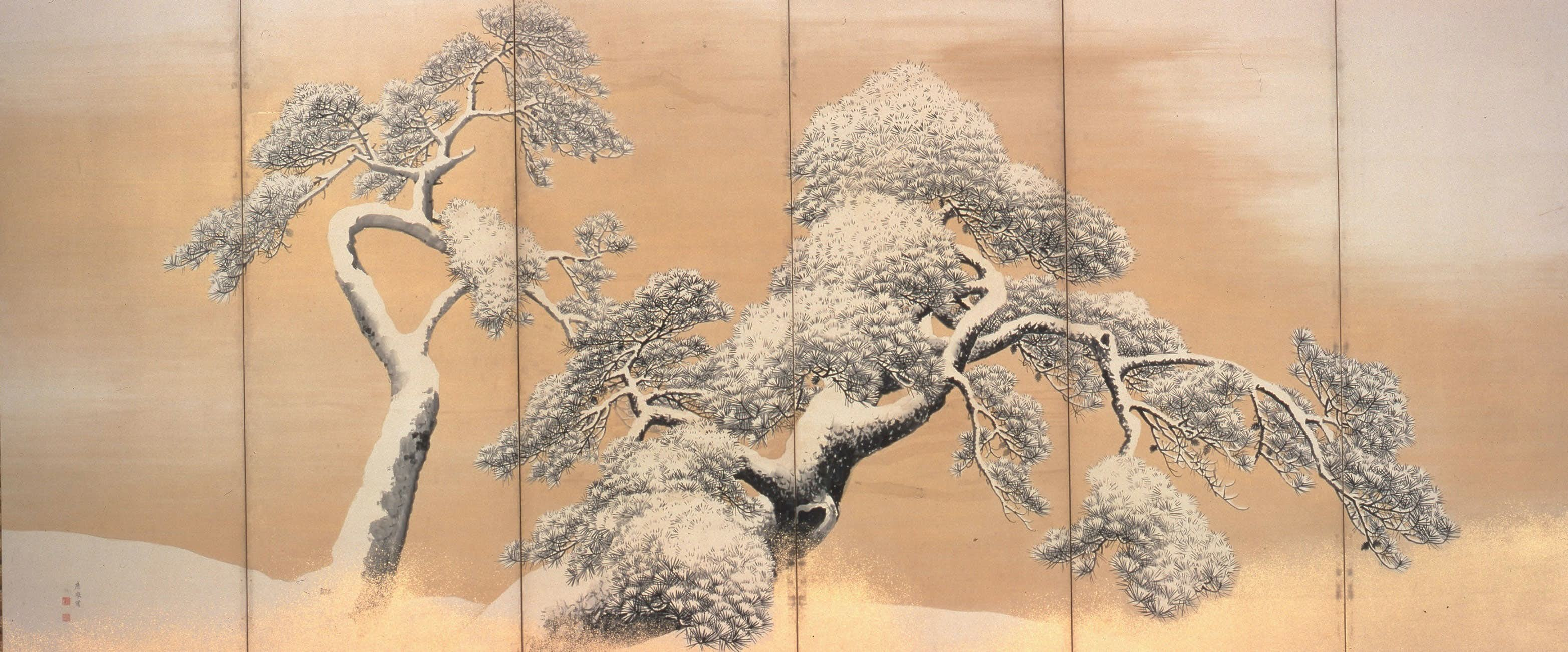
Maruyama Ōkyo, entre 1781 et 1789, Pins enneigés, paravent de gauche, 155,5 cm.
Hōitsu, Fleurs d'été, paire de droite d'un paravent à deux paires / (fleurs d'été), début XIXe siècle, couleurs sur argent, hauteur : 164,5 cm (musée national de Tokyo).
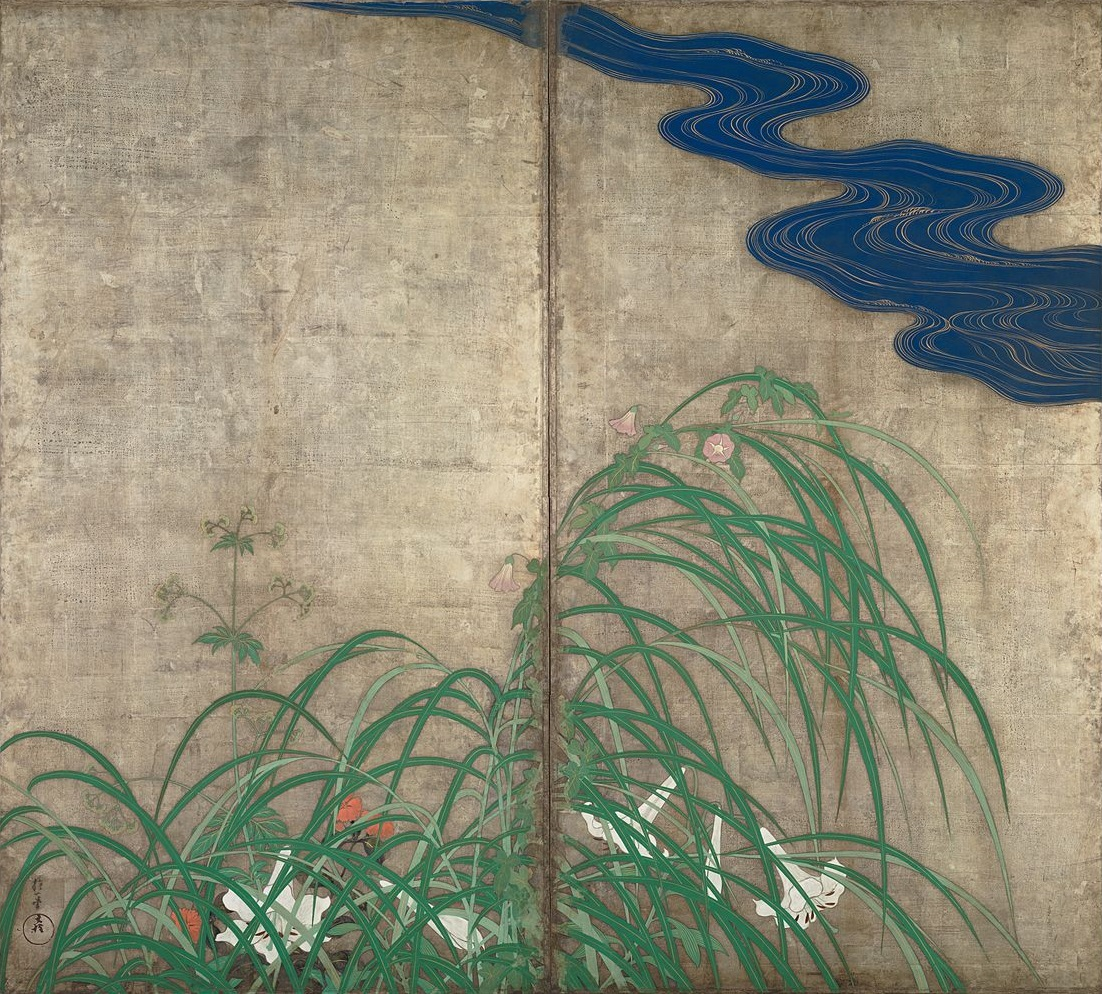
Hōitsu, Fleurs d'automne, paire de droite d'un paravent à deux paires / (fleurs d'été), début XIXe siècle, couleurs sur argent, hauteur : 164,5 cm (musée national de Tokyo).

La popularité des byōbu continue d'augmenter, avec la croissance de l'intérêt de la population pour les arts et artisanats à cette période. Les byōbu décorent les maisons des samouraïs, servant de marques de rang et démontrant la richesse et le pouvoir de leur propriétaire.
Cela initie des changements radicaux dans la fabrication des byōbu, avec des décors faits de feuille d'or (金箔, kinpaku) et des peintures très colorées représentant la nature et des scènes de la vie quotidienne.

### Époque moderne
|  |  |  |

### De nos jours
Les byōbu sont généralement fabriqués en série, et de qualité moindre. Cependant, il est toujours possible de se procurer des byōbu faits à la main, surtout produits par des familles qui préservent la fabrication artisanale traditionnelle.

### Artistes contemporains du byōbu

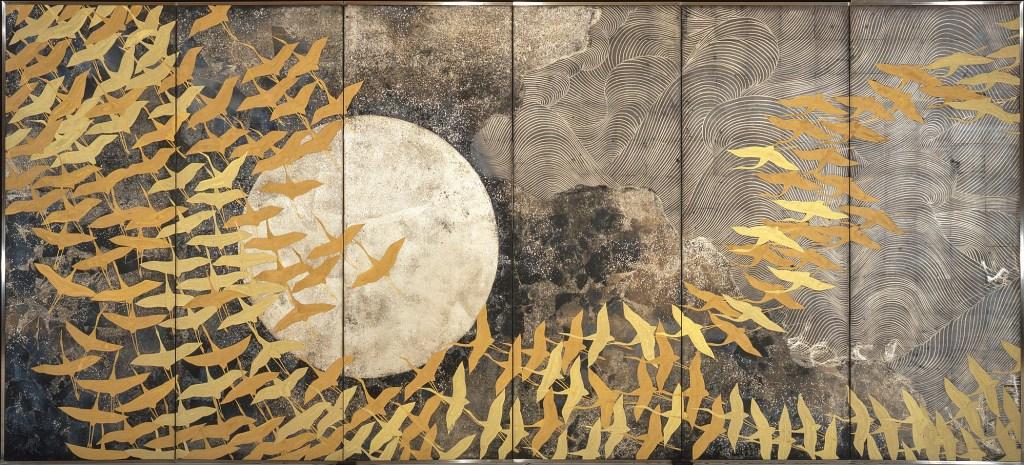
Kayama Matazo, Mille Grues

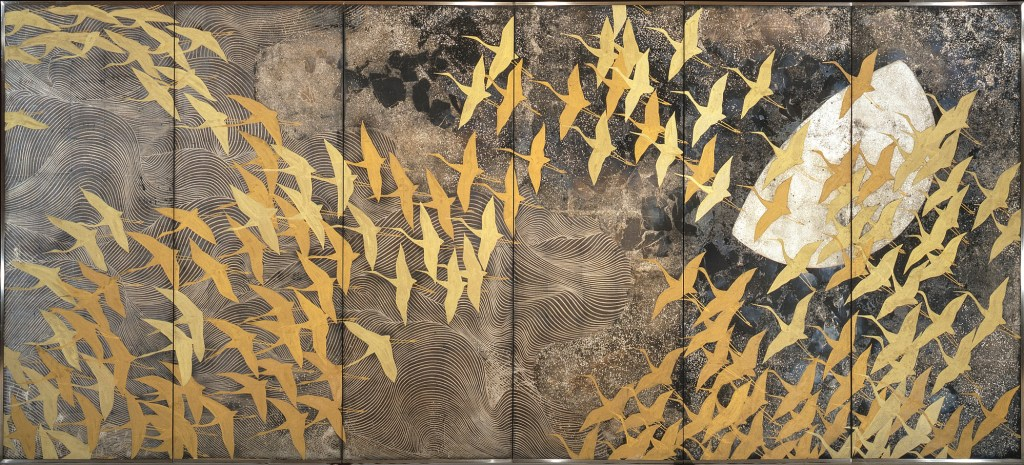
Kayama Matazo, Mille Grues

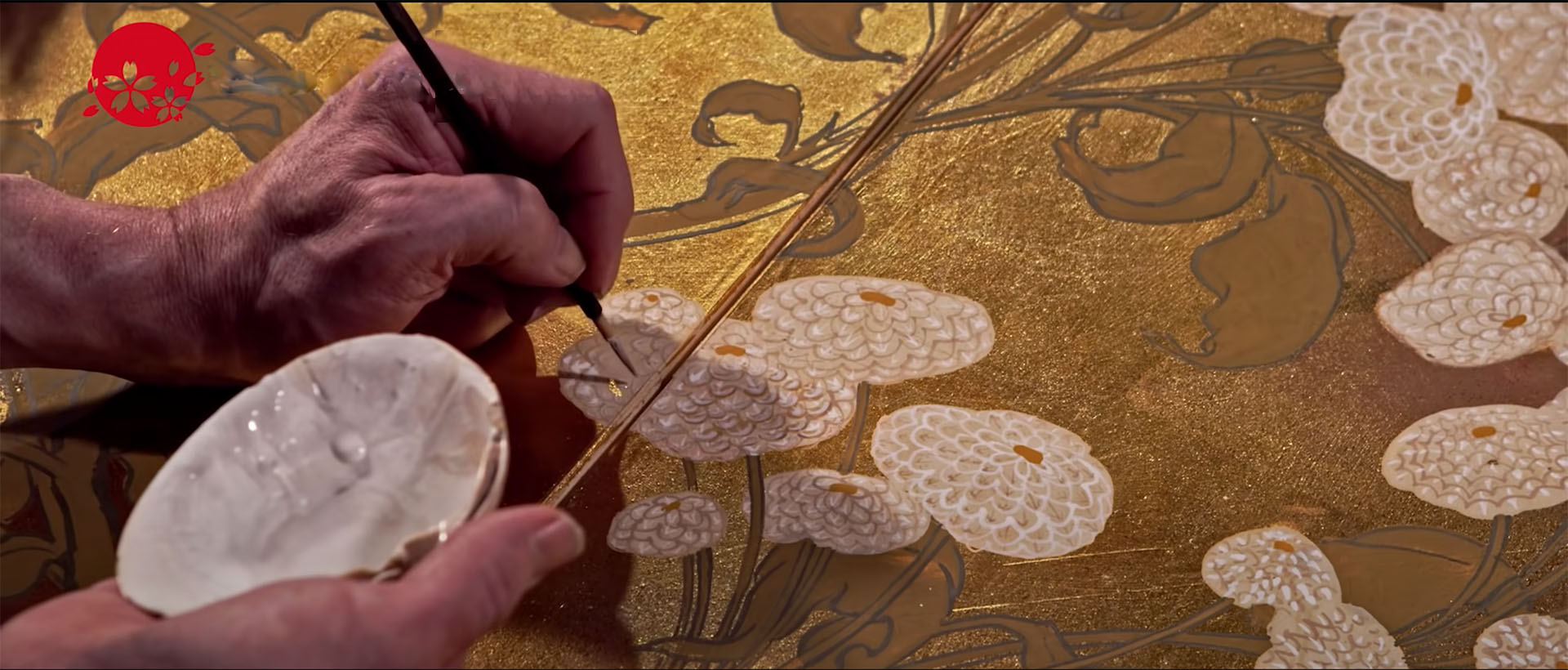
Le peintre Allan West dans son atelier

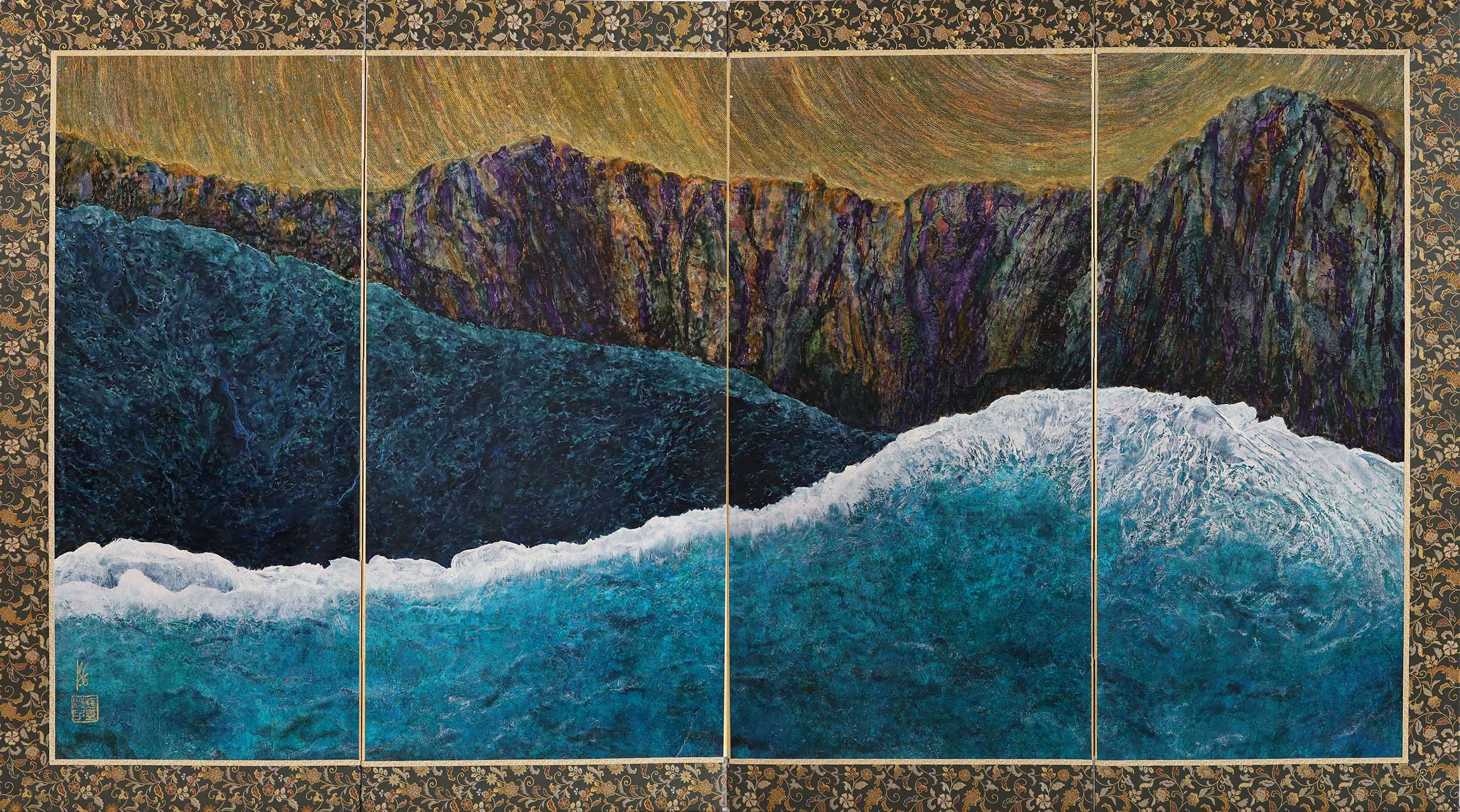
Benjamin Gordon, When We Meet Again, byōbu à quatre feuilles

Le plus grand peintre de Nihonga de la seconde moitié du XXe siècle est Kayama Matazo (1927–2004). Il a peint près de 100 paravents sur une période de trente ans, dont plusieurs se trouvent au Musée national d'Art moderne de Tokyo. Interviewé à l'occasion de son exposition au British Museum en 1996 il dit :
« [Après la guerre] les conventions du Nihonga étaient condamnées, et chaque aspect de l'art traditionnel japonais était nié de manière sérieuse. Le réalisme occidental, le modernisme et l'abstraction libre automatique avaient fait des adeptes au Japon, et l'abstraction libre atteignait le sommet de sa popularité... Pendant cette période, alors que j'étais jeune, j'ai fini par croire - assez simplement, en un sens - aux possibilités secrètes mais brillantes du Nihonga et surtout de la peinture sur paravents. »
Depuis la mort de Kayama, très peu d'artistes peignent encore des byōbu. De nombreux artistes contemporains continuent de faire allusion au format byōbu, en alignant plusieurs panneaux à la suite, créant ainsi des peintures ultra-larges. À l'ère du commerce international de l'art, cela se fait davantage pour faciliter la manipulation et le transport, puisqu'au final, ces œuvres sont exposées à plat sur un mur.
Kentaro Sato (佐藤 健太郎), né en 1990, a réalisé un exceptionnel byōbu à deux paravents (chaque paravent comportant six feuilles) pour son projet de maîtrise à l'Université des beaux-arts Tama intitulé Transfiguration des courants (流転ノ行方). Il a abandonné le format traditionnel au profit de panneaux individuels, qui ressemblent davantage à des fusuma (écrans coulissants utilisés pour redéfinir l'espace intérieure). Lui et Kiyo Hasegawa (長谷川幾与), né en 1984, peignent tous deux de grandes œuvres à l'aide de pigments minéraux sur du papier japonais, qui sont ensuite montées sur quatre ou six panneaux individuels ne dépassant pas un mètre de large,.
Allan West, né en 1962, qui a étudié avec Kayama Matazo à l'Université des Arts de Tokyo de 1989 à 1992, peint des rouleaux suspendus, des éventails et des paravents :

« J'ai trouvé que le format byōbu avec sa surface tridimensionnelle, était idéal pour créer le type de profondeur que je recherchais. Le monde à l'intérieur du tableau semble se poursuivre au-delà des limites de la surface du tableau. Avec les surfaces métalliques articulées et réfléchissantes, les œuvres semblent changer en fonction de l'angle du spectateur et de la lumière. Byōbu sont des œuvres à grande échelle qui placent le spectateur à l'intérieur de la peinture. Une peinture qui remplit le champ visuel du spectateur. Une peinture dans laquelle on sent une présence animée dans l'œuvre. »

West a été chargé de créer de nombreux paravents que l'on trouve dans des hôtels, des entreprises et des salles de concert dans tout le Japon.
Comme Allan West, mais basé en Europe, Benjamin Gordon, né en 1968, est un peintre américain attiré par les genres japonais. Si ses sujets et son traitement capturent l'esprit de la peinture japonaise, à la différence des peintres Nihonga, Gordon utilise à la peinture à l'huile, créant de multiples couches de couleurs translucides. Les paravents de Gordon se distinguant par l'absence d'un cadre extérieur noir. Au lieu de cela, il utilise des tissus non conventionnels pour l'avant et l'arrière de ses paravents, ce qui ajoute une couche de commentaire ou de signification au sujet de la peinture.
Gordon et Ichiro Kikuta, né en 1961, sont tous deux uniques parmi les artistes de paravents : les deux artistes sont à la fois artisans et peintres (ces fonctions sont généralement remplies par deux personnes : le peintre et l'artisan), construisant les cadres en bois (骸骨, squelette  en japonais) de manière traditionnelle. Les byōbu sont immédiatement reconnaissables à leur sujet d'oiseaux et d'animaux de Yambaru (zone forestière située près de la maison de Kikuta dans la partie nord de l'île d'Okinawa), et aux dos en papier des paravents, sur lesquels sont imprimés des motifs de frondes de fougères gravés sur bois.

## Types

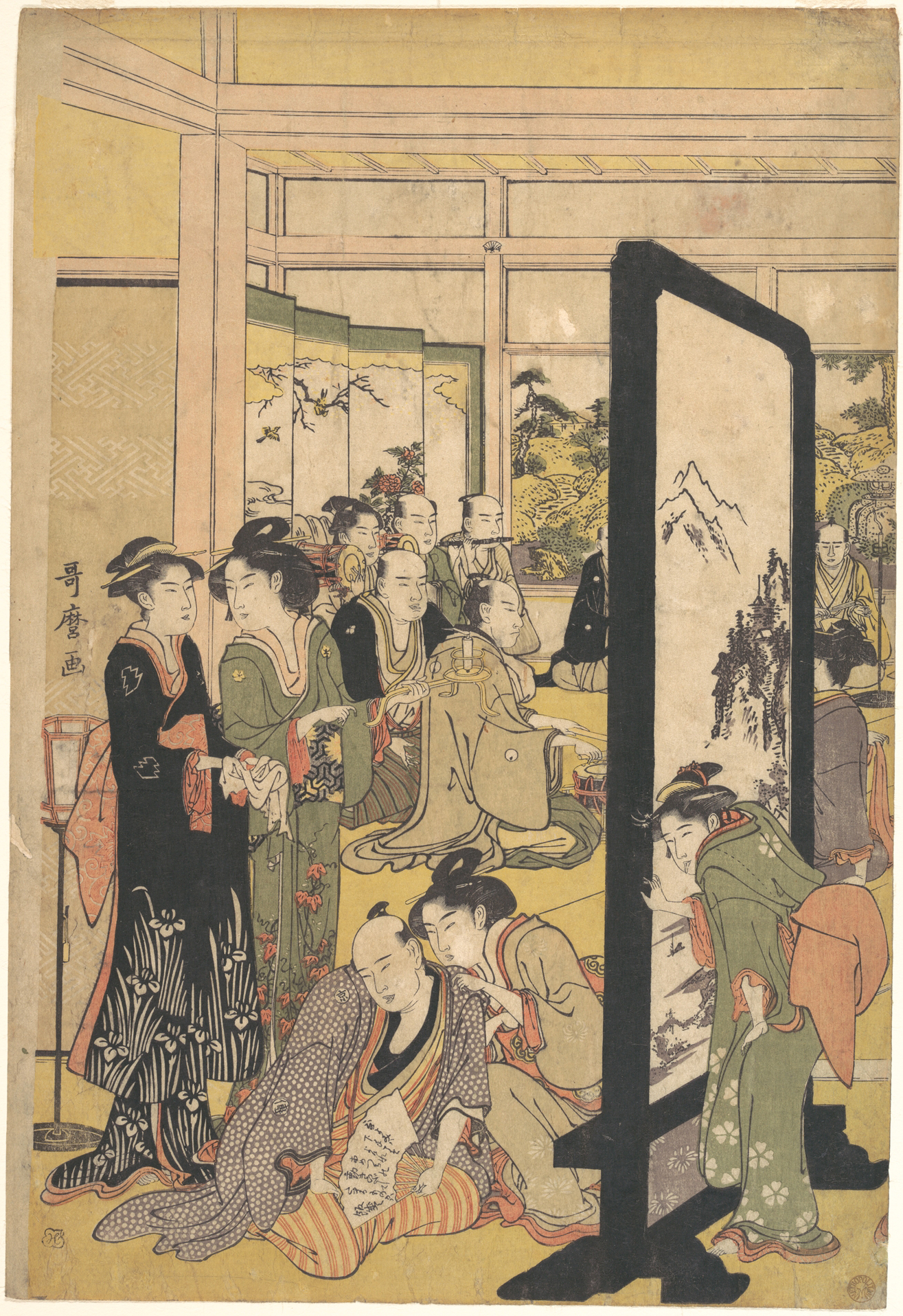
Utamaro, 1790s, feuillet de gauche d'un triptyque L'artiste Kitao Masanobu se détend lors d'une fête (éclairée à la bougie, avec paravent à décor de nuages à fond d'or, typiquement japonais, en fond de « scène » pour les musiciens, et un écran sur pieds, à décor d'inspiration chinoise), estampe polychrome, 38.1 cm (Met).

Les byōbu se distinguent selon leur nombre de feuilles.
- Le tsuitate (衝立?) est un paravent à une feuille. Cet écran est le format le plus ancien. On en trouve fréquemment dans les magasins, les restaurants et d'autres lieux.
- Le nikyoku byōbu (二曲屏風?) ou nimaiori byōbu (二枚折屏風?) est un paravent à deux feuilles. Apparu au milieu de l'époque de Muromachi, il est indissociable des pièces où se tient la cérémonie du thé, et est placé au bout du tapis de l'hôte pour le séparer de la zone de l'invité. Il mesure généralement 60 cm de haut pour 85 de large. Le nikyoku byōbu est également appelé furosaki byōbu (風炉先屏風?) dans le contexte de la cérémonie du thé.
- Le yonkyoku byōbu (四曲屏風?), paravent à quatre feuilles, est utilisé dans les couloirs aux époques de Kamakura et Muromachi et, plus tard, durant les cérémonies du seppuku et dans les salles d'attente des maisons de thé de la fin de l'époque d'Edo.
- Le rokkyoku byōbu (六曲屏風?) ou rokumaiori byōbu (六枚折屏風?) est un paravent à six feuilles, le format le plus répandu, et mesure approximativement 1,5 m de haut pour 3,7 m de large.
- Le jūkyoku byōbu (十曲屏風?), format de paravent à dix feuilles, est plutôt récent et est utilisé en arrière-plan dans de grands endroits tels que les hôtels et les salles de conférence.

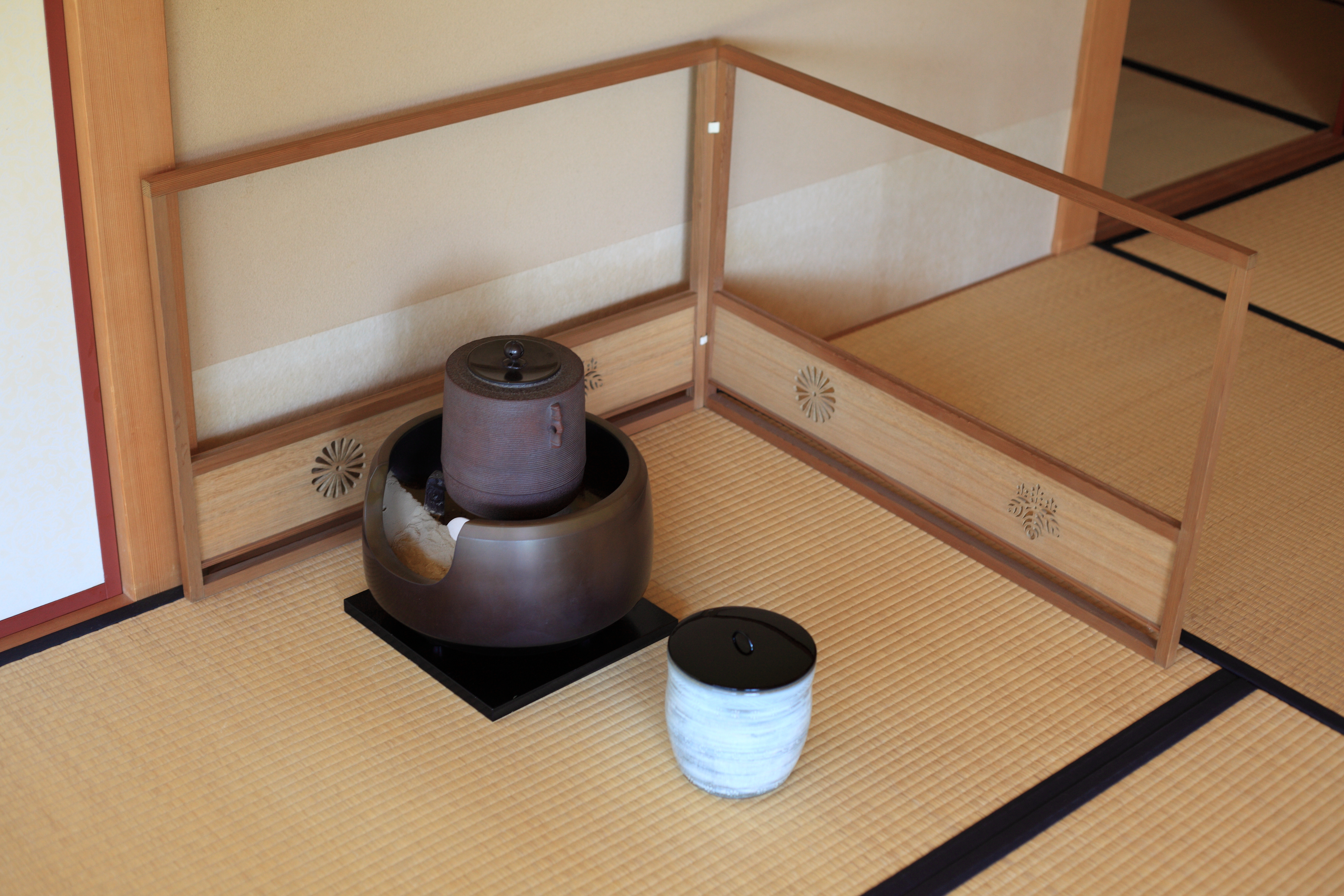
Ce type de paravent au design contemporain en bois est un furosaki-byobu. Il est employé lors de la cérémonie du thé.

Les paravents japonais sont aussi classés selon leur usage ou leur thème.
- Le ga no byōbu (賀の屏風?) littéralement « écrans de longévité », est supposé être utilisé depuis l'époque Heian pour célébrer la longévité au travers des wakas (poèmes) peints dessus, embellis par des peintures d'oiseaux et de fleurs des quatre saisons.
- Le shiro-e byōbu (白絵屏風?) est un paravent peint à l'encre ou au mica sur des surfaces de soie blanche, largement utilisé durant l'époque d'Edo pour les cérémonies de mariage et encore plus pour les lieux où les bébés viennent au monde, ce qui leur vaut le surnom de « panneau de lieu de naissance » ou ubuya byōbu (産所屏風?). Ils représentent des grues et des tortues avec un pin et un bambou, ainsi que des phénix.
- Le makura byōbu (枕屏風?) ou « écran oreiller » est un paravent de 50 cm de haut, généralement à deux ou quatre feuilles, utilisé dans les chambres pour poser des vêtements et des accessoires, ainsi que pour préserver la vie privée.
- Le koshi byōbu (腰屏風?) est légèrement plus grand que le makura byōbu, et était utilisé à l'époque Sengoku, placé derrière l'hôte pour rassurer les invités en leur prouvant que personne ne se cachait derrière le paravent.